# Auburn (Iowa)
Pour les articles homonymes, voir Auburn.
Ne doit pas être confondu avec Mount Auburn (Iowa).
Auburn est une ville du comté de Sac, en Iowa, aux États-Unis. Elle est  incorporée le 10 janvier 1887.

## Source de la traduction
- (en) Cet article est partiellement ou en totalité issu de l’article de Wikipédia en anglais intitulé « Auburn, Iowa » (voir la liste des auteurs).